# Corymbia
Corymbia é um género botânico pertencente à família Myrtaceae, que inclui os chamados eucaliptos-de-jardim. Inclui cerca de 113 espécies de árvores que já foram classificadas no género Eucalyptus até meados da década de 1990, ainda que algumas espécies sejam reconhecidas como um grupo distinto dos Eucalyptus desde 1867. Estudos a nível molecular na década de 1990 mostraram que estão mais próximas do género Angophora que de Eucalyptus, pelo que se optou pela criação de um novo género. Estes três géneros, contudo, são muito próximos uns dos outros pelo que a designação vulgar de "eucaliptos" para os identificar é, de um modo geral, correcta.

## Espécies

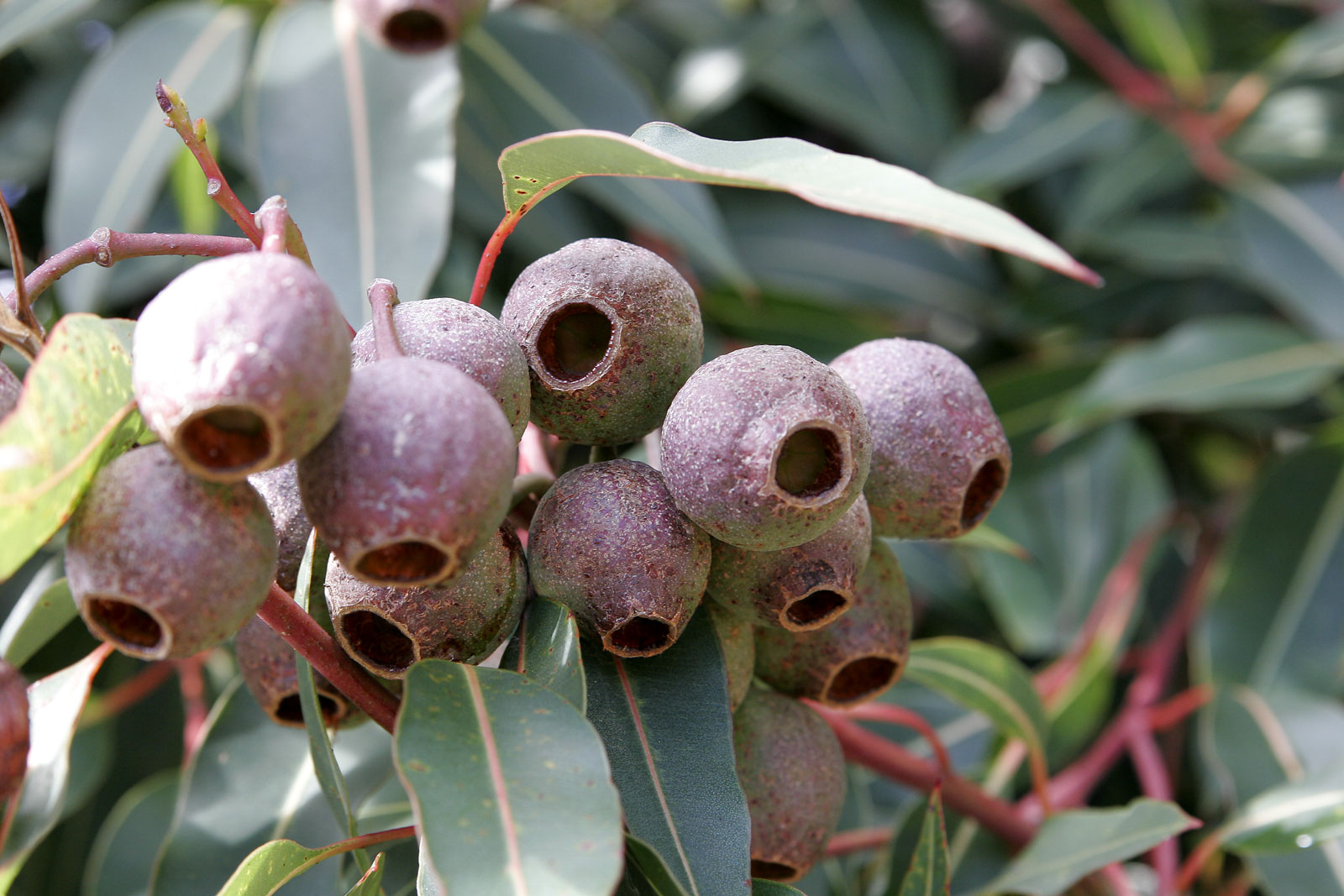
Frutos de planta do género Corymbia

Algumas das espécies mais conhecidas de Corymbia são:
- Corymbia calophylla;
- Corymbia citriodora — uma árvore de tronco alto, nativa do Queensland central e setentrional, e plantada em vários locais pela beleza do seu tronco branco ou cinzento-claro e pelo cheiro inconfundível a limão;
- Corymbia ficifolia (eucalipto-de-flor-vermelha) — popular como árvore de jardim, incluindo em Portugal;
- Corymbia maculata — árvore popular em jardins, com um tronco marcado por manchas redondas e irregulares de diversas cores. Nativa da Nova Gales do Sul e do sudeste do Queensland, é plantada em vários locais, também pela sua madeira dura e de grã fina usada em pegas de ferramentas e outros acessórios onde a dureza e resistência do material é essencial, como em rolamentos de madeira.

O género inclui as seguintes espécies:
- Corymbia abbreviata
- Corymbia abergiana
- Corymbia aparrerinja
- Corymbia arafurica
- Corymbia arenaria
- Corymbia arnhemensis
- Corymbia aspera
- Corymbia aureola
- Corymbia bella
- Corymbia blakei
- Corymbia bleeseri
- Corymbia bloxsomei
- Corymbia brachycarpa
- Corymbia bunites
- Corymbia byrnesii
- Corymbia cadophora
- Corymbia calophylla
- Corymbia candida
- Corymbia capricornia
- Corymbia catenaria
- Corymbia chartacea
- Corymbia chillagoensis
- Corymbia chippendalei
- Corymbia chlorolampra
- Corymbia citriodora
- Corymbia clandestina
- Corymbia clarksoniana
- Corymbia clavigera
- Corymbia cliftoniana
- Corymbia collina
- Corymbia confertiflora
- Corymbia curtipes
- Corymbia dallachiana
- Corymbia dampieri
- Corymbia dendromerinx
- Corymbia deserticola
- Corymbia dichromophloia
- Corymbia dimorpha
- Corymbia disjuncta
- Corymbia dolichocarpa
- Corymbia drysdalensis
- Corymbia dunlopiana
- Corymbia ellipsoidea
- Corymbia eremaea
- Corymbia erythrophloia
- Corymbia eximia
- Corymbia ferriticola
- Corymbia ferruginea
- Corymbia ficifolia
- Corymbia flavescens
- Corymbia foelscheana
- Corymbia gilbertensis
- Corymbia grandifolia
- Corymbia greeniana
- Corymbia gummifera
- Corymbia haematoxylon
- Corymbia hamersleyana
- Corymbia hendersonii
- Corymbia henryi
- Corymbia hylandii
- Corymbia inobvia
- Corymbia intermedia
- Corymbia jacobsiana
- Corymbia karelgica
- Corymbia kombolgiensis
- Corymbia lamprophylla
- Corymbia latifolia
- Corymbia leichhardtii
- Corymbia lenziana
- Corymbia leptoloma
- Corymbia ligans
- Corymbia maculata
- Corymbia maritima
- Corymbia nesophila
- Corymbia novoguinensis
- Corymbia oocarpa
- Corymbia opaca
- Corymbia opacula
- Corymbia pachycarpa
- Corymbia papillosa
- Corymbia papuana
- Corymbia paracolpica
- Corymbia paractia
- Corymbia pauciseta
- Corymbia pedimontana
- Corymbia peltata
- Corymbia petalophylla
- Corymbia plena
- Corymbia pocillum
- Corymbia polycarpa
- Corymbia polysciada
- Corymbia porphyritica
- Corymbia porrecta
- Corymbia ptychocarpa
- Corymbia punkapitiensis
- Corymbia rhodops
- Corymbia rubens
- Corymbia scabrida
- Corymbia semiclara
- Corymbia setosa
- Corymbia sphaerica
- Corymbia stockeri
- Corymbia terminalis
- Corymbia tessellaris
- Corymbia torelliana
- Corymbia torta
- Corymbia trachyphloia
- Corymbia tumescens
- Corymbia umbonata
- Corymbia variegata
- Corymbia watsoniana
- Corymbia xanthope
- Corymbia zygophylla